# Wybory prezydenckie na Wyspach Świętego Tomasza i Książęcej w 2016 roku
Wybory prezydenckie na Wyspach Świętego Tomasza i Książęcej zostały przeprowadzone w dniach 17 lipca i 7 sierpnia 2016. Wygrał je Evaristo Carvalho.

## Kampania wyborcza

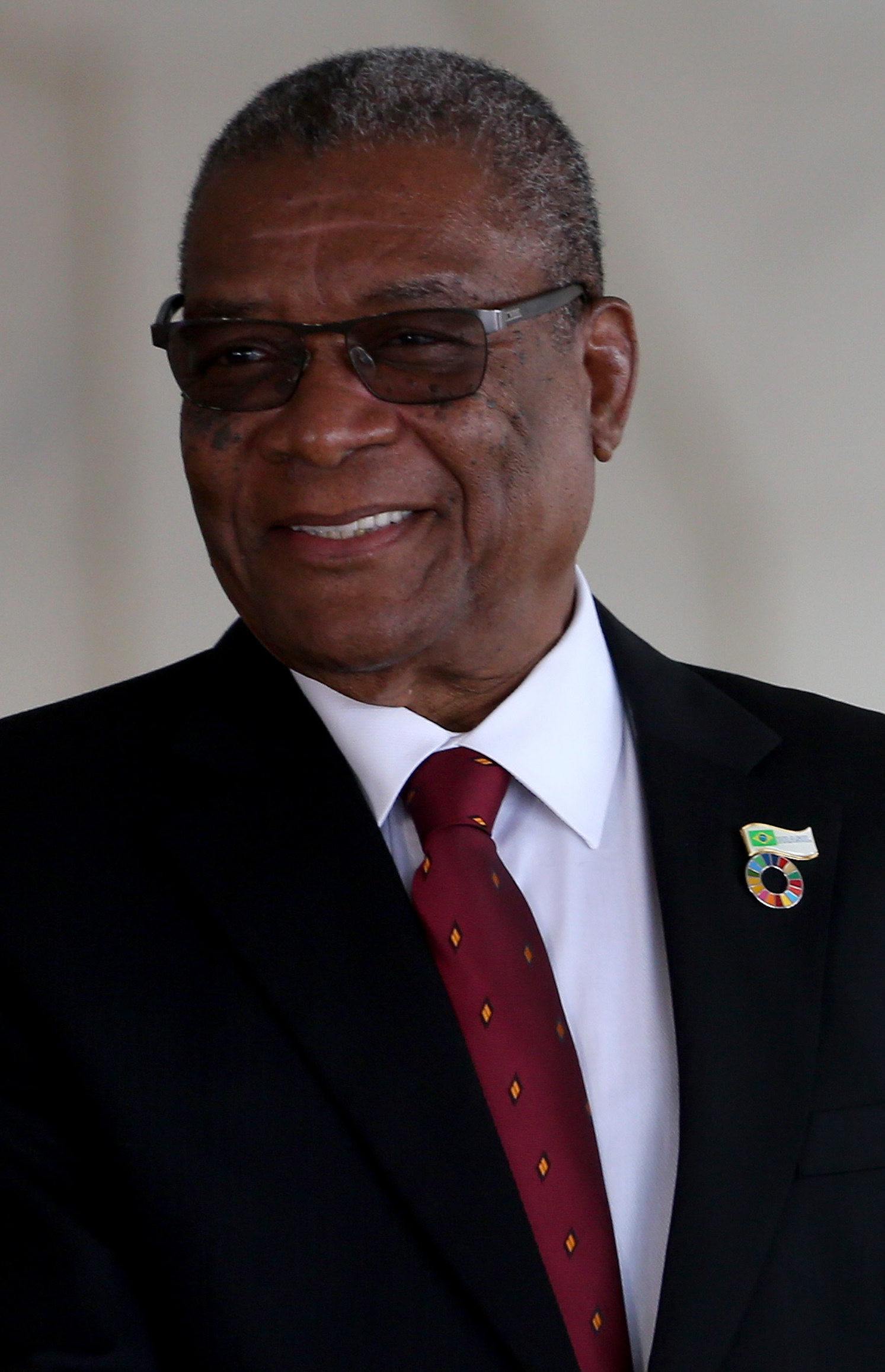
Evaristo Carvalho - zwycięzca wyborów prezydenckich w 2016 roku

O wybór ubiegało się pięcioro kandydatów: urzędujący prezydent Manuel Pinto da Costa, były premier Evaristo Carvalho (Niezależna Akcja Demokratyczna), była premier Maria das Neves (Ruch Wyzwolenia Wysp Świętego Tomasza i Książęcej) oraz dwóch kandydatów niezależnych: Hélder Barros i Manuel do Rosário.
Istotnym wątkiem kampanii było to, czy w efekcie wyborów całość władzy – prezydent, premier, większość w parlamencie i władzach samorządowych – skupi się w rękach jednej partii, Niezależnej Akcji Demokratycznej, czy też utrzymana zostanie kohabitacja. Carvalho przekonywał, że pochodząc z tego samego obozu politycznego, co premier, jest jedynym kandydatem zdolnym zagwarantować polityczną stabilność i bezkonfliktową współpracę prezydenta z rządem. Z kolei Pinto da Costa prezentował się jako kandydat zdolny do budowania mostów między różnymi obozami politycznymi i tworzenia warunków dla dialogu między społeczeństwem obywatelskim a strukturami politycznymi. Trzecia licząca się kandydatka, Maria das Neves, skupiła swój przekaz wyborczy na obietnicy walki z wykluczeniem społecznym i wspierania narodowego dialogu i pojednania.

## Pierwsza tura
Pierwsza tura wyborów odbyła się 17 lipca 2016. 18 lipca Komisja Wyborcza ogłosiła, że wybory wygrał Evaristo Carvalho, zdobywając 50,1% głosów, podczas gdy urzędujący prezydent Manuel Pinto da Costa zajął drugie miejsce z wynikiem 24,8%, zaś trzecie – była premier Maria das Neves (24,8%).
We wtorek 19 lipca Carvalho wraz z tysiącami zwolenników fetował zwycięstwo. Zapowiedział, że jako prezydent skupi się na walce z ubóstwem: „Ubóstwo będzie się zmniejszać wraz z rozwojem edukacji wysokiej jakości, z zatrudnieniem, z lepszą opieką. Jestem przekonany, że poziom ubóstwa będzie mniejszy”.
Jednak po kilku dniach Komisja Wyborcza po konsultacji z Sądem Konstytucyjnym uznała, że wynik nie jest rozstrzygający, ponieważ na przebieg głosowania mogły wpłynąć ogłaszane wyniki głosowania w diasporze, a także fakt, że w mieście Maria Luisa głosowanie odbyło się dopiero w środę. W związku z tym zarządzono przeprowadzenie drugiej tury głosowania z udziałem Carvalho i Pinto da Costy. Termin drugiej tury wyznaczony został na 7 sierpnia.
Według ostatecznych wyników w pierwszej turze uprawnionych do głosowania było 111 222 wyborców, udział w głosowaniu wzięło 71 524 (frekwencja 64,31%). Poza tym oddano 1673 głosy nieważne i 641 głosów pustych.
| Kandydat               | Partia                                            | Pierwsza tura | Pierwsza tura |
| Kandydat               | Partia                                            | Liczba głosów | %             |
| ---------------------- | ------------------------------------------------- | ------------- | ------------- |
| Evaristo Carvalho      | Niezależna Akcja Demokratyczna                    | 34 522        | 49,8%         |
| Manuel Pinto da Costa  | niezależny (urzędujący prezydent)                 | 17 188        | 24,83%        |
| Maria das Neves        | Ruch Wyzwolenia Wysp Świętego Tomasza i Książęcej | 16 828        | 24,31%        |
| Manuel do Rosário      | niezależny                                        | 478           | 0,69%         |
| Hélder Barros          | niezależny                                        | 194           | 0,28%         |
| Głosy nieważne i puste | Głosy nieważne i puste                            | 2 314         | –             |
| Razem                  | Razem                                             | 71 524        | 100           |
| Źródło: Téla Nón       |                                                   |               |               |

## Druga tura
2 sierpnia Sąd Konstytucyjny opublikował list, który otrzymał od urzędującego prezydenta Pinto da Costy. Da Costa stwierdził, że proces wyborczy był „pełen oszustw” i zadeklarował, że nie weźmie udziału w drugiej turze: „Dalsze uczestnictwo w procesie tego rodzaju równałoby się jego akceptacji. Nie zrobię tego jako kandydat, a tym bardziej jako prezydent republiki”. Da Costa domagał się unieważnienia wyborów i rozpoczęcia kampanii od nowa. Sąd Konstytucyjny odrzucił jednak ten wniosek.
W związku z wycofaniem się Pinto da Costy wyborcy mieli na karcie tylko jedno nazwisko. Według prowizorycznych wyników ogłoszonych przez Komisję Wyborczą 8 sierpnia Evaristo Carvalho otrzymał 42 058 głosów. Poza tym oddano 1548 głosów pustych i 7567 głosów nieważnych. Frekwencja wyborcza wyniosła 46%. Tym samym Carvalho został zwycięzcą wyborów. Urząd objął 3 września.